# Christian Lehmann (Komponist)
Christian Lehmann (* 5. Juni 1954 in Dresden) ist ein deutscher Kirchenmusiker und Komponist.

## Leben
Von 1964 bis 1972 sang er im Knabenchor Dresdner Kreuzchor. Nach dem Abitur studierte er Kirchenmusik an der Evangelischen Hochschule für Kirchenmusik in Halle (Saale). Ebenso studierte er Musikpädagogik und Chorleitung in Weimar. Es folgten Anstellungen als Kirchenmusiker in Delitzsch, Querfurt, Halle (Saale), Radebeul, Kassel, Malselv in Nordnorwegen, Fürstenhagen und als Musiklehrer in Halle (Saale), Nidderau und Rotenburg an der Fulda.

## Werke
für Orgel:
- Missa brevis, auch Fassung für Posaunenchor und Orgel
- Orgelchoralvorspiele zum EG in der Sammlung Gott loben..., Verlag Merseburger Kassel
- Choralbearbeitungen zum EG für Blechbläser, Verlag Merseburger Kassel

andere:
- Liedbearbeitungen für Kinderchor, Frauenchor, Männerchor;
- Missa brevis für Kinderchor und Orgel;

## Editionen
- 3 freie Orgelwerke von Rudolf Mauersberger, Verlag Bärenreiter Kassel;
- Motette vom Frieden von Rudolf Mauersberger, Verlag Merseburger Kassel;
- Orgelchoralvorspielsammlung Gott loben – das ist unser Amt, Verlag Merseburger Kassel.